# The Sims Studio
The Sims Studio — американська компанія, що займається розробкою комп'ютерних ігор; дочірня компанія Electronic Arts. Напрямок компанії — розвиток ігрової серії «The Sims».
Після декількох років успіху серії ігор «The Sims», розпочатої компанією Maxis і розвивається EA Games, у 2008 році всередині корпорації Electronic Arts було створено окреме відгалуження The Sims Studio, очолюване Родом Хамблом.

## Список ігор
| Рік  | Назва                                       | Жанр                       | Платформа                         |
| ---- | ------------------------------------------- | -------------------------- | --------------------------------- |
| 2008 | The Sims 2: Захоплення                      | Доповнення                 | ПК                                |
| 2008 | The Sims 2: Переїзд в квартиру              | Доповнення                 | ПК                                |
| 2008 | The Sims 2: Кухня і ванна. Дизайн інтер'єра | Каталог                    | ПК                                |
| 2008 | The Sims 2: Ідеї від IKEA                   | Каталог                    | ПК                                |
| 2008 | The Sims 2: Сади і маєтки                   | Каталог                    | ПК                                |
| 2008 | The Sims. Історії робінзонів                | Стратегія                  | ПК                                |
| 2008 | MySims                                      | Симулятор життя/ Стратегія | ПК                                |
| 2009 | SimAnimals                                  | Стратегія                  | DS/Wii                            |
| 2009 | SimAnimals Africa                           | Стратегія                  | DS/Wii                            |
| 2009 | The Sims 3                                  | Симулятор життя            | ПК/Xbox 360/PS3/ DS /Wii/ Mac/3DS |
| 2009 | The Sims 3: Світ пригод                     | Доповнення                 | ПК/ Mac                           |
| 2010 | The Sims 3: Кар'єра                         | Доповнення                 | ПК/ Mac                           |
| 2010 | The Sims 3: В сутінках                      | Доповнення                 | ПК/ Mac                           |
| 2010 | The Sims 3: Сучасна розкіш                  | Каталог                    | ПК/ Mac                           |
| 2010 | The Sims 3: Швидкісний режим                | Каталог                    | ПК/ Mac                           |
| 2011 | The Sims 3: Всі віки                        | Доповнення                 | ПК/ Mac                           |
| 2011 | The Sims 3: Улюбленці                       | Доповнення                 | ПК/ Xbox 360/PS3 /Mac/3DS         |
| 2011 | The Sims 3: Відпочинок на природі           | Каталог                    | ПК/ Mac                           |
| 2011 | The Sims 3: Міське життя                    | Каталог                    | ПК/ Mac                           |
| 2011 | The Sims Social (разом з Playfish)          | Браузерна гра              | Facebook                          |
| 2011 | The Sims Medieval                           | Симулятор життя/ Стратегія | ПК/ Mac                           |
| 2011 | The Sims Medieval: Пірати і Знать           | Доповнення                 | ПК/ Mac                           |
| 2012 | The Sims 3: Вишукана спальня                | Каталог                    | ПК/ Mac                           |
| 2012 | The Sims 3: Стильні 70-і, 80-і, 90-і        | Каталог                    | ПК/ Mac                           |
| 2012 | The Sims 3: Шоу-Бізнес                      | Доповнення                 | ПК/ Mac                           |
| 2012 | The Sims 3: Надприродне                     | Доповнення                 | ПК/ Mac                           |
| 2012 | The Sims 3: Пори року                       | Доповнення                 | ПК/ Mac                           |
| 2013 | The Sims 3: Студентське життя               | Доповнення                 | ПК/ Mac                           |
| 2013 | The Sims 3: Райські острови                 | Доповнення                 | ПК/ Mac                           |
| 2014 | The Sims 4                                  | Симулятор життя            | ПК/Mac                            |
| 2014 | The Sims 4: На роботу                       | Доповнення                 | ПК/ Mac                           |